# British Rail Class 331
British Rail Class 331 — электропоезд семейства Civity, построенный компанией CAF в период с 2017 по 2020 год. Всего было построено 43 состава данной модели. Эксплуатируется с 2019 года компанией Northern Trains.

## Описание
Электропоезд построен на алюминиевом кузове в 3-вагонной и в 4-вагонной составностях. Длина головного вагона составляет 24.030 мм, прицепного — 23.350 мм. Установлены прислонно-раздвижные двери, расположенные между третями каждого вагона. На крыше одного из прицепных вагонов находится полупантограф.
Электропоезд имеет максимальную скорость 160 км/ч (100 миль/ч), а максимальное ускорение — 1,3 м/с². Мощность асинхронного двигателя составляет 220 кВт. Имеются системы безопасности AWS и TPWS.
Салон поезда оснащён системой кондиционирования, разъёмами для зарядки, туалетом, а также местами для инвалидов.

## Модификации
Всего построено две модификации электропоезда.

### Class 331/0
Электропоезда данной модификации строились в 3-вагонной составности с 2017 по 2020 год. Произведён 31 состав с бортовыми номерами 331001—331031.

### Class 331/1
Эти электропоезда не имеют отличий от предыдущей модификации, за исключением того, что построены в 4-вагонной составности. Также производились с 2017 по 2020 год. Построено 12 составов под бортовыми номерами 331101—331112.

## Именные поезда

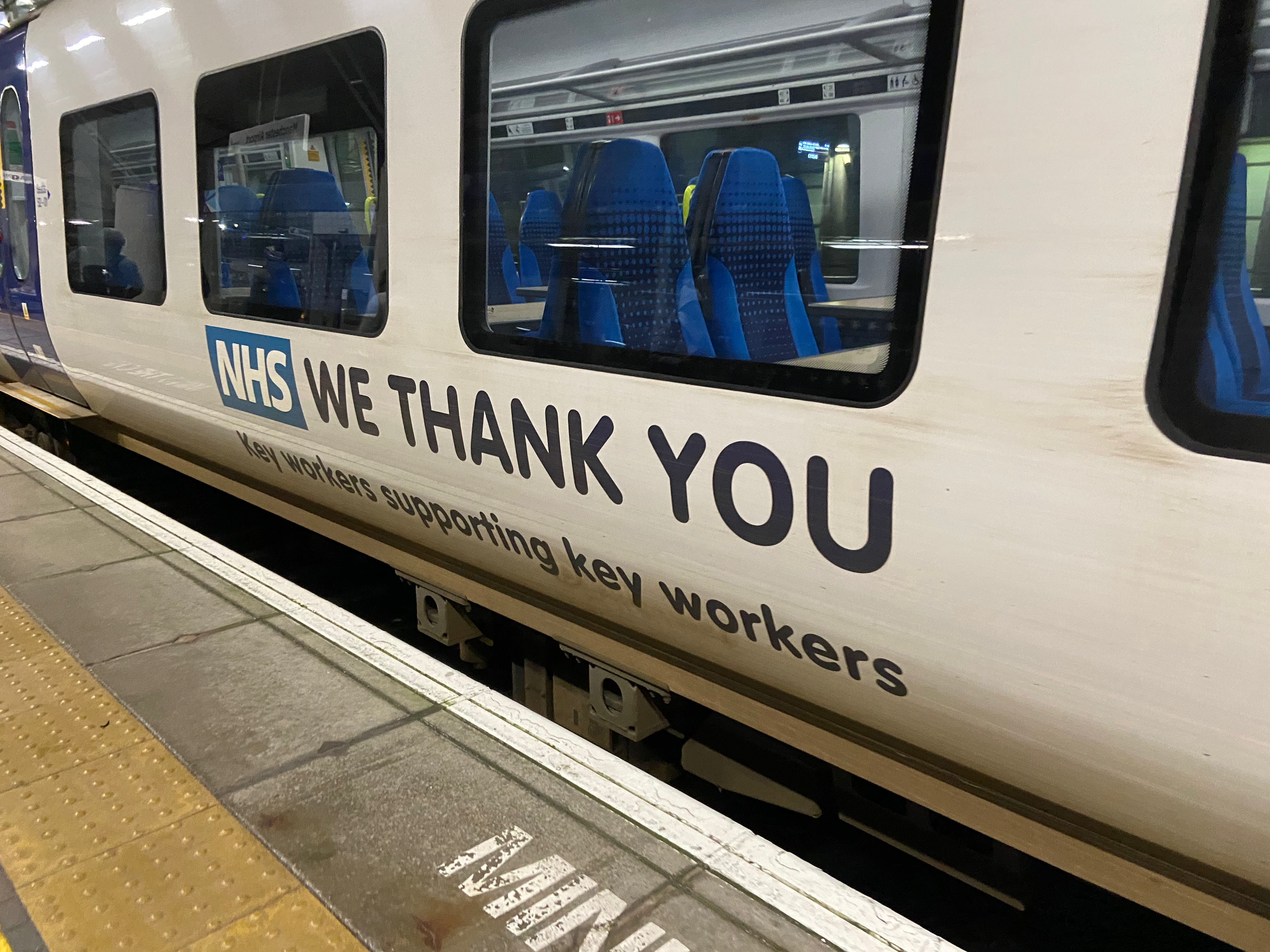
Электропоезд в ливрее NHS

Некоторые электропоезда имеют особенные окраски, в частности, приуроченные к разным событиям.

### NHS
Поезда под бортовыми номерами 331010 и 331109 имеют данную ливрею, посвящённую в благодарность врачам, внёсшим вклад в борьбе с пандемией COVID-19.

### The Bradfordian
В 2025 году Брадфорду был присвоен статус «культурного города». В честь этого поезд под номером 331004 получил соответствующую ливрею.